# 大鱗石脂鯉
大鱗石脂鯉，為輻鰭魚綱脂鯉目脂鯉亞目脂鯉科的其中一個種，為熱帶淡水魚，分布於南美洲拉普拉塔河流域，體長可達79.5公分，棲息在底中層水域，生活習性不明。

## 扩展阅读
維基物種上的相關：大鱗石脂鯉